# Jean Claude Hippolyte Méhée de La Touche
Jean Claude Hippolyte Méhée de La Touche (ur. 1760 w Meaux, zm. 1826 w Paryżu) – tajny agent francuski w czasie ancien régime. 
Wysłany w misjach specjalnych do Rosji i Rzeczypospolitej. W latach 1790–1791 redagował Gazette de Varsovie. Był szpiegiem rosyjskim i pobierał stałą pensję z ambasady carskiej. W 1792 powrócił do Francji, gdzie wmieszany był w mordy wrześniowe. Pisał później pamflety przeciwko Maksymilianowi Robespierre. Jako podwójny agent, współpracował z przeciwnikami Napoleona Bonaparte. Przebywał na emigracji w Wielkiej Brytanii. 
Był autorem dzieł: Histoire de la prétendue révolution de Pologne (1792) i Mémoires particuliers et extraits de la correspondance d’un voyageur avec feu Monsieur Caron de Beaumarchais sur la Pologne, la Lituanie, la Russie... (1807).